# Dypsis carlsmithii
Dypsis carlsmithii là loài thực vật có hoa thuộc họ Arecaceae. Loài này được J.Dransf. & Marcus mô tả khoa học đầu tiên năm 2002.